# Phoma costaricensis
Phoma costaricensis är en lavart som beskrevs av Echandi 1957. Phoma costaricensis ingår i släktet Phoma, ordningen Pleosporales, klassen Dothideomycetes, divisionen sporsäcksvampar och riket svampar.   Inga underarter finns listade i Catalogue of Life.